# Майк Брант
Майк Брант (роден Моше Микаел Бранд, на иврит: משה ברנד) е израелски поп певец от 1960-те и 1970-те, който получава популярност, след като се премества да живее във Франция.

## Кратка биография
Родителите му са полски евреи, които преживяват Холокоста. След като сключват брак след войната, се озовават в емигрантския лагер в Кипър, където се ражда синът им. През май 1969 г. той изнася концерт в клуб Бакара, хотел Хилтън в Техеран, Иран, където е забелязан от Силви Вартан. Тя го кани в Париж, където го запознава с продуцента Жан Рьонар. Успехът не закъснява. През 1971 г. преживява автомобилна катастрофа. На 22 ноември 1974 г. прави опит за самоубийство. На 25 април 1975 г., в деня в който излиза новият му албум, скача от прозореца на апартамент на свой приятел и се самоубива. Той е на 28 години.